# Igiugig (Alaska)
Igiugig es un lugar designado por el censo ubicado en el borough de Lake and Peninsula en el estado estadounidense de Alaska. En el Censo de 2010 tenía una población de 50 habitantes y una densidad poblacional de 0,87 personas por km².

## Geografía
Igiugig se encuentra en las coordenadas 59°19′40″N 155°53′41″O / 59.32778, -155.89472. Según la Oficina del Censo de los Estados Unidos, Igiugig tiene una superficie total de 57.29 km², de la cual 53.3 km² corresponden a tierra firme y (6.96%) 3.99 km² es agua.

## Demografía
Según el censo de 2010, había 50 personas residiendo en Igiugig. La densidad de población era de 0,87 hab./km². De los 50 habitantes, Igiugig estaba compuesto por el 28% blancos, el 0% eran afroamericanos, el 40% eran amerindios, el 0% eran asiáticos, el 0% eran isleños del Pacífico, el 0% eran de otras razas y el 32% pertenecían a dos o más razas. Del total de la población el 12% eran hispanos o latinos de cualquier raza.

## Localidades adyacentes
El siguiente diagrama muestra a las localidades más próximas a Igiugig.